# شهرستان سهنگ
شهرستان سهنگ (به لاتین: Ceheng County) یک منطقهٔ مسکونی در چین است که در کیانشینان واقع شده‌است.